# Biswamoyopterus
Biswamoyopterus — род белок-летяг, распространенный в Юго-Восточной Азии и состоящий из трёх видов, каждый из которых известен только по одной или двум особям.

## Описание
Два вида рода Biswamoyopterus являются относительно крупными белками-летягами — их длина тела около 40 сантиметров со значительно более длинным хвостом длиной около 60 сантиметров. Оба вида имеют красновато-коричневую спину с примесью чёрных, серых и беловато-серых волосков и более светлый живот. Как и все летяги, виды этого рода также имеют покрытую шерстью летательную перепонку, которая соединяет запястья и лодыжки и увеличена за счет кожной складки между задними лапами и основанием хвоста. Летательная перепонка снабжена собственной мускулатурой и укреплена по краям, летяга способна соответствующим образом её натягивать и расслаблять, чтобы контролировать направление планирующего полёта.
Внешне все три вида очень похожи на гигантских белок-летяг (Petaurista), но в отличие от них у представителей рода Biswamoyopterus есть небольшие кисточки на ушах. По морфологии зубов Biswamoyopterus значительно отличается от всех известных летяг. Эмаль внешней стороны резцов у всех белок-летяг рыжего цвета, тогда как  у видов Biswamoyopterus она белая. По размерам и строению коренных Biswamoyopterus также хорошо отличаются от всех представителей трибы Pteromyini.

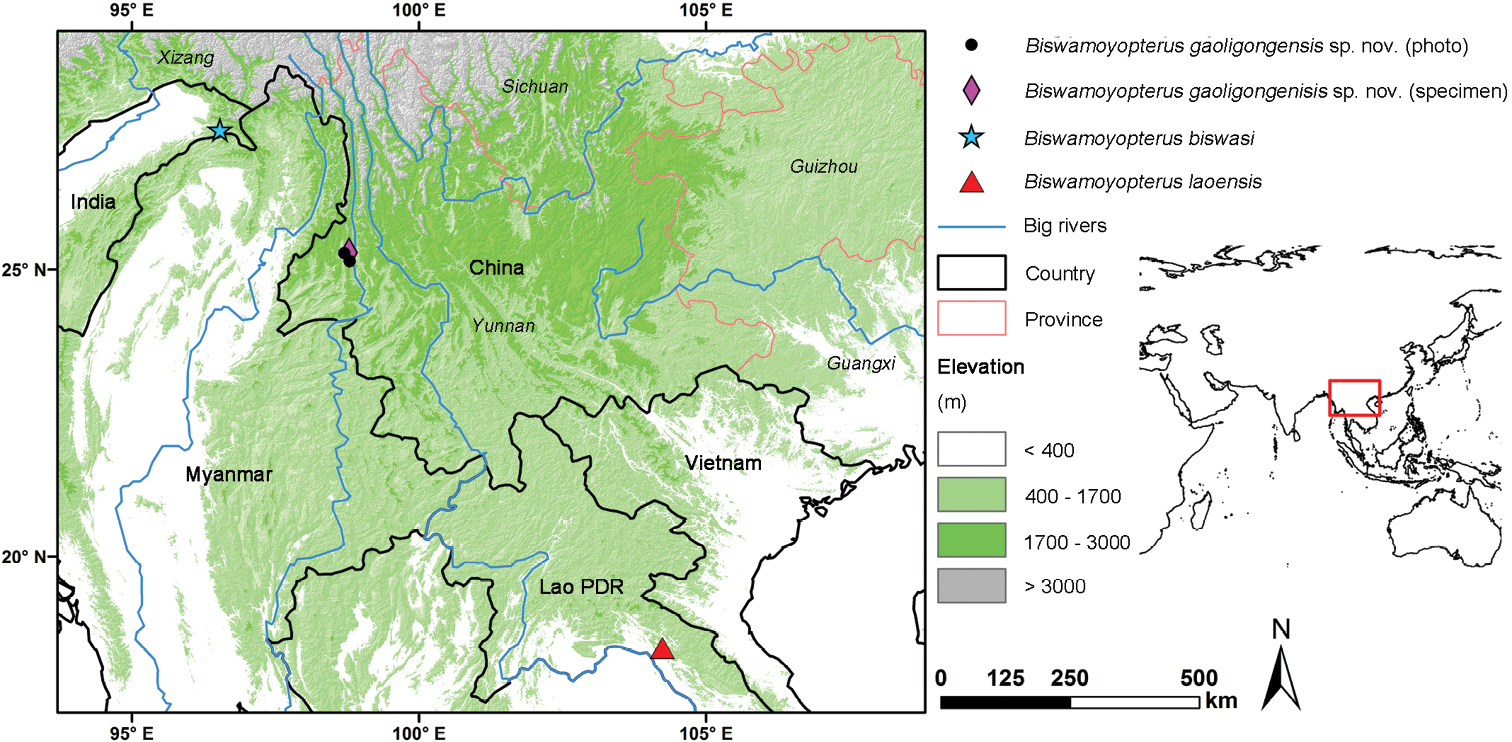
Местонахождения трёх известных видов Biswamoyopterus.

## Распространение
Два вида рода встречаются в Южной и Юго-Восточной Азии, но каждый задокументирован только в одном месте. Были описаны Biswamoyopterus biswasi из национального парка Намдапха в штате Аруначал-Прадеш в Индии и Biswamoyopterus laoensis из провинции Боликхамсай в Лаосе.

## Образ жизни
Данных и наблюдений об образе жизни летяг этого рода нет. Как и другие белки-летяги, они, вероятно, ведут строго древесный  и  ночной образ жизни.

## Виды
Biswamoyopterus - это отдельный род в составе трибы летяг (Pteromyini), который был научно описан в 1981 году Субхенду Сехаром Саха одновременно с описанием Biswamoyopterus biswasi как типового вида. Саха назвал и род, и вид в честь индийского зоолога и защитника природы Бисвамоя Бисваса, который руководил экспедицией, обнаружившей этот вид. Описание как самостоятельного рода было оправдано явными различиями, особенно в строении зубов с уже известными белками-летягами.
До описания Biswamoyopterus laoensis  в 2013 году этот род считался монотиическим и поэтому в литературе по сей день достаточно часто о нём говорят и пишут именно в таком ключе. В 2019 году был описан третий вид, Biswamoyopterus gaoligongensis, был описан из Гаолигон-Шань в Китае.
К роду Biswamoyopterus отнесены следующие виды:
- Biswamoyopterus biswasi Saha, 1981; Аруначал-Прадеш, Индия
- Biswamoyopterus gaoligongensis Li et al., 2019; Гаолигон-Шань, Юньнань, Китай
- Biswamoyopterus laoensis Sanamxay et al., 2013; Лаос

## Численность, угрозы и охрана
Biswamoyopterus biswasi внесена в список Международного союза охраны природы и природных ресурсов (МСОП) как находящаяся под угрозой исчезновения (Critically Endangered, CR) из-за очень небольшой предполагаемой площади распространения менее 100 км2. Biswamoyopterus laoensis в последние версии оценки природоохранного статуса рассматривается МСОП как вид требующий дальнейших исследований (категория DD). B. gaoligongensis была открыта и научно описана только  в 2019 годах соотвественно и ещё не зарегистрирована МСОП.